# Союз 29
Союз 29 е съветски пилотиран космически кораб, който извежда в Космоса втората основна експедиция на орбиталната станция Салют-6.

## Екипажи

### При старта

#### Основен
- Владимир Ковальонок (2) – командир
- Александър Иванченков (1) – бординженер

#### Дублиращ
- Владимир Ляхов – командир
- Валерий Рюмин – бординженер

### При приземяването
- Валери Биковски – командир
- Зигмунд Йен – космонавт-изследовател

## Параметри на мисията
- Маса: 6800 кг
- Перигей: 197,8 km
- Апогей: 266 km
- Наклон на орбитата: 51,65°
- Период: 88,86 мин

## Програма
По време на престоя си в орбиталната станция космонавтите приемат три товарни кораба „Прогрес-2, −3 и −4“. С тях на борда на станцията са доставени гориво, кислород, вода и оборудване. По време на полета космонавтите са посрещнати и две посетителски експедиции – Союз 30 и Союз 31.
От 30 юни до 5 юли 1978 г. космонавтите работят с екипажа на „Союз 30“, в която влиза вторият космонавт на Интеркосмос и първи от Полша Мирослав Хермашевски и Пьотър Климук.
От 9 юли до 2 август 1978 г. със станцията е скачен „Прогрес 2“. Той доставя, наред с другите товари и пещта „Кристал“. На 29 юли космонавтите излизат в открития космос в продължение на 2 часа и 20 минути. Задачата е прибиране на датчици и материали, прикрепени към корпуса на станцията още при старта и от Земята.
От 10 до 21 август 1978 г. космонавтите работят съвместно с екипажа на „Союз 31“, в която влиза третият космонавт на Интеркосмос и първи от ГДР Зигмунд Йен и Валери Биковски. Посетителската експедиция се завръща на Земята с кораба „Союз 29“, а „Союз 31“ остава скачен със станцията.
На 7 септември 1978 г. екипажът прави първото прехвърляне на Союз от кърмовия към предния скачващ възел на космическата станция. Това впоследствие става рутинна процедура. Те разкачат „Союз 31“ и се отдалечават на разстояние от около 100-200 метра. От центъра за управление на полета подават команда на станцията „Салют 6“ да се завърти на 180°, с предния скачващ възел пред чакащия космически кораб „Союз 31“. Това се прави с цел да се освободи кърмовият възел на станцията за следващите товарни кораби Прогрес", първият от които е Прогрес 4, който е пристига на 6-и и е скачен до 24 октомври 1978 г.

### Космическа разходка
| № | Участници                                 | Начало                | Край                  | Продължителност   |
| - | ----------------------------------------- | --------------------- | --------------------- | ----------------- |
| 1 | Александър Иванченков Владимир Ковальонок | 29 юли 1978 04:00 UTC | 29 юли 1978 06:05 UTC | 2 часа и 5 минути |